# Габурич, Кирилл Васильевич
Кири́лл Васи́льевич Габу́рич (рум. Chiril Gaburici; род. 23 ноября 1976, с. Логанешты, Котовский район, Молдавская ССР, СССР) — молдавский политический и государственный деятель, экономист, предприниматель. Премьер-министр Республики Молдова с 18 февраля 2015 по 12 июня 2015 года.

## Биография
Родился 23 ноября 1976 в селе Логанешты Котовского района Молдавской ССР (ныне Хынчештского района Республики Молдова).
В 2001—2003 годах являлся представителем отдела региональных продаж оператора сотовой связи Moldcell, где отвечал за развитие оператора на севере страны. Затем до 2004 года работал начальником отдела региональных продаж Moldcell. С мая 2004 по октябрь 2008 года был директором департамента продаж Moldcell. 1 ноября 2008 года приступил к выполнению обязанностей генерального директора Moldcell.
В 2012 году Габурич перебрался в Азербайджан, где возглавил Azercell Telekom. В декабре 2014 года добровольно покинул пост президента компании.
14 февраля 2015 года декретом президента Республики Молдова Николая Тимофти назначен кандидатом на пост премьер-министра страны. 18 февраля за правительство Габурича проголосовали 60 (из 101) депутатов парламента Республики Молдова.
После того, как Генеральная прокуратура Республики Молдова начала расследование подделки диплома об образовании Габурича, подал в отставку с поста премьер-министра Республики Молдова 12 июня 2015 года. Вскоре после отставки дело было закрыто в связи с истечением срока давности: диплом был выдан в 1995 году, а срок давности по таким делам составляет 2 года.
В период с 2018 по 2019 год возглавил Министерство экономики и инфраструктуры Республики Молдова.
В ноябре 2020 года возглавил Совет Директоров Bemol Retail SRL, оператора сети одноимённых автозаправочных станций, кафе Naringi и гастронома премиум-класса Bliss .

## Семья
Вместе с женой Ириной воспитывает двоих сыновей и дочь.

## Увлечения, хобби
Владеет румынским, русским, английским и французским языками. Играет на гитаре. Увлекался автомобильным спортом, участвовал в профессиональных гонках и ралли. Возглавляет Национальный клуб автоспорта.

## Правительство Габурича
| Должность                                                                     | Имя                    | Партия       | Дата назначения | Дата освобождения |
| ----------------------------------------------------------------------------- | ---------------------- | ------------ | --------------- | ----------------- |
| Премьер-министр                                                               | Кирилл Габурич         | Беспартийный | 18 февраля 2015 | 12 июня 2015      |
| Премьер-министр                                                               | Кирилл Габурич (и. о.) | Беспартийный | 12 июня 2015    | 21 июня 2015      |
| Премьер-министр                                                               | Наталья Герман (и. о.) | ЛДПМ         | 21 июня 2015    | 30 июля 2015      |
| Вице-премьер-министры                                                         |                        |              |                 |                   |
| Первый вице-премьер-министр, Министр иностранных дел и европейской интеграции | Наталья Герман         | ЛДПМ         | 18 февраля 2015 | 30 июля 2015      |
| Вице-премьер-министр, Министр экономики                                       | Стефан Кристоф Бриде   | ДПМ          | 18 февраля 2015 | 30 июля 2015      |
| Вице-премьер-министр по реинтеграции                                          | Виктор Осипов          | ДПМ          | 18 февраля 2015 | 30 июля 2015      |
| Министры                                                                      |                        |              |                 |                   |
| Министр финансов                                                              | Анатолий Арапу         | ЛДПМ         | 18 февраля 2015 | 30 июля 2015      |
| Министр строительства и регионального развития                                | Василий Бытка          | ДПМ          | 18 февраля 2015 | 30 июля 2015      |
| Министр сельского хозяйства и пищевой промышленности                          | Ион Сула               | ЛДПМ         | 18 февраля 2015 | 30 июля 2015      |
| Министр окружающей среды                                                      | Сергей Палихович       | ЛДПМ         | 18 февраля 2015 | 30 июля 2015      |
| Министр просвещения                                                           | Майя Санду             | ЛДПМ         | 18 февраля 2015 | 30 июля 2015      |
| Министра здравоохранения                                                      | Мирча Буга             | ЛДПМ         | 18 февраля 2015 | 30 июля 2015      |
| Министр труда, социальной защиты и семьи                                      | Руксанда Главан        | ДПМ          | 18 февраля 2015 | 30 июля 2015      |
| Министр культуры                                                              | Моника Бабук           | ДПМ          | 18 февраля 2015 | 30 июля 2015      |
| Министр транспорта и дорожной инфраструктуры                                  | Василий Ботнарь        | ДПМ          | 18 февраля 2015 | 30 июля 2015      |
| Министр юстиции                                                               | Владимир Гросу         | ЛДПМ         | 18 февраля 2015 | 30 июля 2015      |
| Министр внутренних дел                                                        | Олег Балан             | ЛДПМ         | 18 февраля 2015 | 30 июля 2015      |
| Министр информационных технологий и коммуникаций                              | Павел Филип            | ДПМ          | 18 февраля 2015 | 30 июля 2015      |
| Министр обороны                                                               | Виорел Чиботару        | ЛДПМ         | 18 февраля 2015 | 30 июля 2015      |
| Министр молодёжи и спорта                                                     | Сергей Афанасенко      | ДПМ          | 18 февраля 2015 | 30 июля 2015      |
| Члены правительства по должности                                              |                        |              |                 |                   |
| Башкан Гагаузии                                                               | Михаил Формузал        | ПРМ          | 18 февраля 2015 | 15 апреля 2015    |
| Башкан Гагаузии                                                               | Ирина Влах             | Беспартийная | 15 апреля 2015  | 30 июля 2015      |
| Президент академии наук                                                       | Георгий Дука           | ДПМ          | 18 февраля 2015 | 30 июля 2015      |